# 姜廷珤
姜廷珤（1527年—？），字國信，號柏泉，山東萊州府掖縣人，軍籍，明朝政治人物。

## 生平
嘉靖二十八年（1549年）己酉科山東鄉試第四十五名舉人。嘉靖三十五年（1556年）中式丙辰科二甲第六十三名進士。通政司观政，初授兵部主事，四十二年升员外，四十三年升职方司署郎中，四十五年十一月升为湖广按察司副使。隆庆二年六月御史张问明弹劾其不称职，降调河南归德府同知，四年四月升河南按察司佥事，驻陈州。调陕西佥事，六年十一月，升山西布政司左參議，分守河東道。

## 家族
曾祖姜海；祖父姜蘭，壽官；父姜迪，義官、贈兵部署员外郎。母孫氏，贈安人；繼母霍氏；王氏。弟姜廷璞。子萬曆四十一年進士姜兆齊、天啟二年進士姜兆張。